# Canarium ovatum
Canarium ovatum, és un arbre tropical, una de les 600 espècies dins la família Burseraceae, que és natiu de les Filipines i és abundant en estat silvestre a la regió Bicol, particularment a Sorsogon, i en parts de Visayas i Mindanao. Es conreen pels seus fruits comestibles.
Els arbres de l'espècie Canarium ovatum són de fulla persistent i asimètrics, arribant a 20 d'alt, amb la fusta resinosa i resistent al vent fort. Són dioics. El fruit és una drupa de 4 a 7 cm de llargada i amb un pes de 16 a 45 grams, l'ovari dels fruits conté tres lòculs, cadascun amb dos òvuls dels quals n'acostuma a desenvolupar-se només un. La pell del fruit es torna negra porpra en madurar. La polpa és fibrosa, carnosa i de color groc verdós.

## Usos
No es cultiven sinó que, a les Filipines, s'agafen els fruits d'arbres silvestres. El producte més important d'aquest arbre és el pinyol que s'afegeix a la xocolata, als gelats i en productes fornejats. Els principals compradors són Hong Kong i Taiwan, el pinyol és l'ingredient principal d'unes postres festives xineses conegudes com a pastís de lluna
El pinyol de pili és ric en els elements calci, fòsfor i potassi, també és ric en greixos i proteïnes. Proporciona un oli lleugerament groguenc comestible.
Els brots tendres es fan servir en amanides i la polpa es menja cuita i assonada, té una textura com de moniato i el seu valor nutritiu és similar a l'alvocat. També de la polpa se n'extreu oli i substitueix l'oli de llavors de cotó per a fer sabó o productes comestibles. Les parts dures de la llavor serveixen com a combustible i de medi inert per cultivar orquídies i Anthurium.